# Ananas bracteatus
Pour les articles homonymes, voir Ananas (homonymie).
Espèce
Classification phylogénétique
Ananas bracteatus, ou de son nom vernaculaire Ananas requin, est une espèce de plantes à fleurs de la famille des Bromeliaceae originaire d'Amérique du Sud.  C'est une plante herbacée pérenne à l'état spontané qui s'est acclimatée à de nombreuses régions du globe.

## Synonymes
- Ananas fritzmuelleri Camargo[1]
- Ananassa bracteata Lindl.[1] ;
- Ananassa sagenaria D.Dietr.[1].
- Autres noms vernaculaires à la Réunion : « ananas marron », « ananas diable », « ananas sauvage » [2].

## Distribution
L'espèce se rencontre à l'état naturel en Argentine, Bolivie, Brésil, Équateur, Paraguay mais aussi ailleurs dans le monde notamment à la Réunion.

## Description
L'espèce est hémicryptophyte.

## Utilisation par l'Homme
Le fruit a une chair de couleur rose. Il est très peu consommé et a la réputation d'être un puissant laxatif, du fait de son acidité. On l’utilise en ornementation pour sa belle couleur rouge.